# Blåbandad kungsfiskare
Blåbandad kungsfiskare (Alcedo euryzona) är en fågel i familjen kungsfiskare inom ordningen praktfåglar.

## Utseende och läte
Blåbandad kungsfiskare är en relativt kraftig och medelstor (17 cm) medlem avsläktet Alcedo. Ovansidan är svartaktig med silver- eller azurfärgade strimmor från mantel ner till övergumpen. På halssidan syns en utdragen vit fläck med rostfärgad spets. Strupen är vit, på sidorna gulbeige. Resten av undersidan är mestadels ljust gulbeige hos hanen och orange hos honan. Båda könen uppvisar ett komplett blått band tvärs över bröstet. Malajkungsfiskaren, tidigare behandlad som underart, har vitare undersida och bröstbandet är vitfläckat hos hanen. Hos honan saknas bröstbandet helt och undersidan är kraftigare orangefärgad. De ljusa och gnissliga lätena som hörs i flykten är hårdare än kungsfiskarens.

## Utbredning och systematik
Blåbandad kungsfiskare förekommer endast på Java i Indonesien. Den behandlas som monotypisk, det vill säga att den inte delas in i några underarter. Tidigare inkluderades malajkungsfiskaren (A. peninsulae) i arten, men urskildes 2014 som egen art av BirdLife International, 2022 av tongivande eBird/Clements och 2023 av International Ornithological Congress.

## Status
Internationella naturvårdsunionen IUCN kategoriserar arten som akut hotad.